# Euphorbia obconica
Euphorbia obconica är en törelväxtart som beskrevs av Wenceslas Bojer och Nicholas Edward Brown. Euphorbia obconica ingår i släktet törlar, och familjen törelväxter. Inga underarter finns listade i Catalogue of Life.